# HD 209458
HD 209458 — одиночная звезда в созвездии Пегаса, обладающая планетной системой и содержащая одну из самых примечательных экзопланет — Осирис. Находится на расстоянии 153 световых года от Солнца.
Горячий юпитер HD 209458 b, первоначально открытый методом Доплера, стал первой известной транзитной планетой, то есть, проходящей по диску звезды экзопланетой. В настоящее время является наиболее изученной планетой из всех, обнаруженных за пределами Солнечной системы.

## Звезда
HD 209458 — жёлтый карлик спектрального класса G0V, невидимый невооружённым глазом (звёздная величина — 7,65m). Масса — 1,1 массы Солнца, радиус — 1,2 радиуса Солнца, светимость — 1,7 светимости Солнца.

## Планета HD 209458 b
Собственное имя — Осирис, «испаряющаяся планета». Период обращения — 3,525 суток, большая полуось орбиты 0,045 а. е., эксцентриситет — 0,0 (круговая орбита). Масса — 0,69 массы Юпитера, радиус — 1,43 радиуса Юпитера, плотность — 0,31 г/см³. Наблюдения показывают, что планета теряет вещество. По сообщениям некоторых астрономов в атмосфере планеты обнаружена вода. Новые данные наблюдений на Космическом телескопе Хаббл (прибор NICMOS) в диапазоне 1,5—2 микрона позволили чётко определить наличие метана, паров воды и диоксида углерода.